# Omedu
Koordinaten: 58° 46′ N, 27° 0′ O
Omedu (deutsch Omedo) ist ein Dorf (estnisch küla) in der Landgemeinde Kasepää (Kasepää vald) im estnischen Kreis Jõgeva.

## Beschreibung und Geschichte

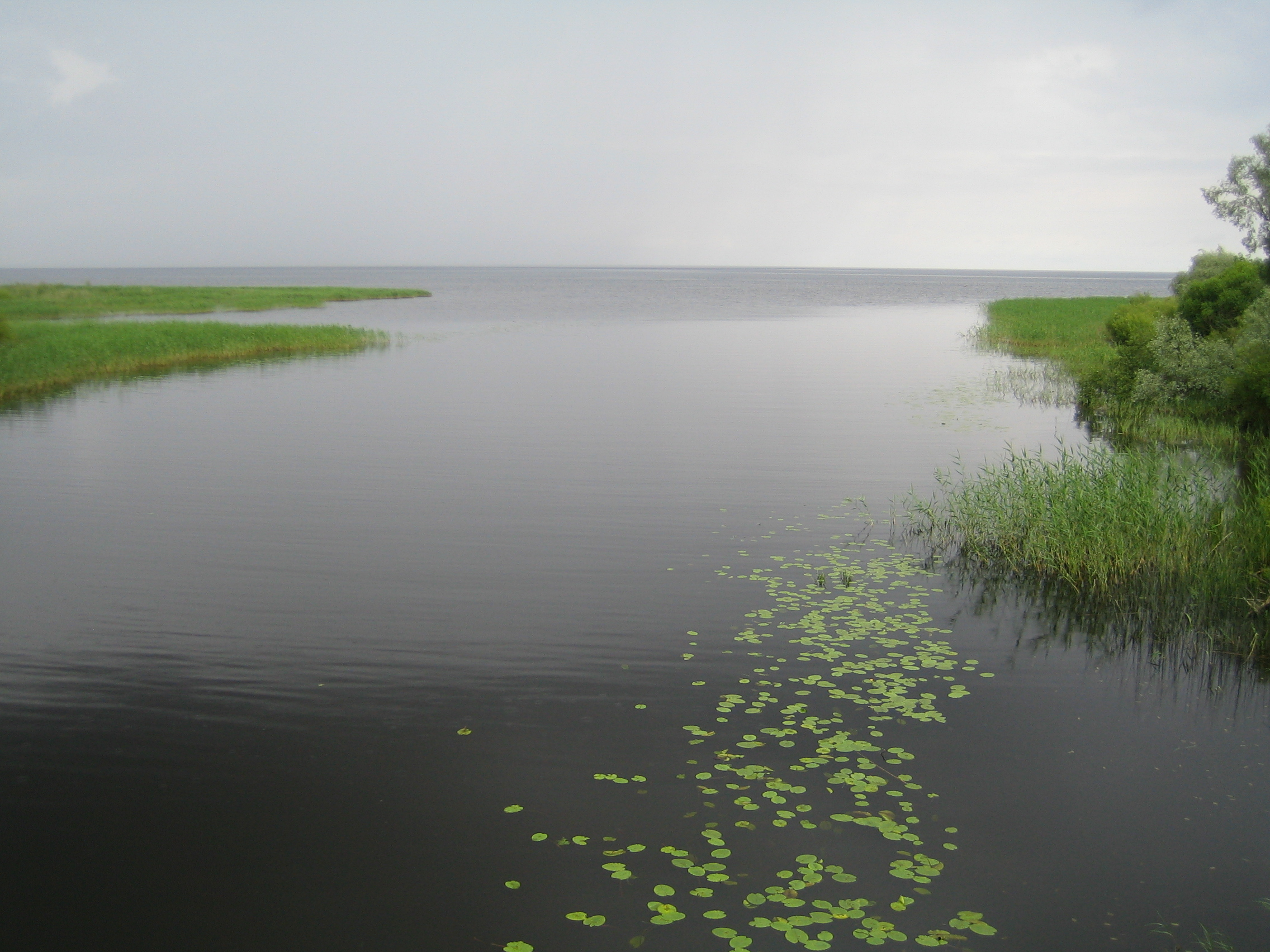
Mündung des Omedu jõgi in den Peipussee

Omedu hat 119 Einwohner (Stand 2000). Es liegt an der Mündung des gleichnamigen Flusses (Omedu jõgi) in den Peipussee (Peipsi järv). 1957 wurde die erste Brücke über den Fluss errichtet; zuvor sorgte eine Fähre für die Beförderung von Menschen, Tieren und Lasten.
Der Ort wurde erstmals 1590 unter dem Namen Willa Omieden urkundlich erwähnt. In dem sechs Kilometer langen Straßendorf lebten bis ins 20. Jahrhundert hauptsächlich Fischer. Seit 1810 gab es eine Schule, die 1962 geschlossen wurde. In dem historischen Schulhaus von 1898 hat heute der Dorfverein seinen Sitz.
In den Jahren 1981 bis 1988 entstand in Omedu eine Musterkolchose für Fischerei mit zahlreichen Arbeits- und Wohngebäuden.